# Nahed Hattar

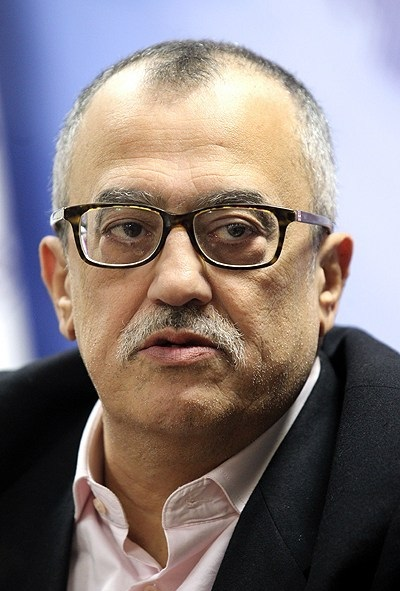
Nahed Hattar in 2015

Nahed Hattar (Arabisch: ناهض حتر) (Amman, 1960 – aldaar, 25 september 2016) was een Jordaanse journalist en politiek activist.
Hattar, geboren in de Jordaanse christelijke gemeenschap, beschouwde zichzelf een atheïst. Hij was een islamcriticus en een aanhanger van de Syrische president Bashar al-Assad. Hattar was een links-radicaal denker. Hij was kritisch over het Jordaanse koningshuis. In de jaren zeventig belandde hij meermalen in de gevangenis.

## Arrestatie
Hattar werd in augustus 2016 gearresteerd omdat hij in een karikatuur een dode jihadist van de Islamitische Staat had afgebeeld, die een sigaret rookt terwijl hij in het paradijs met maagden in bed ligt en aan God vraagt hem wijn en cashewnoten te brengen.

## Dood
Op 25 september 2016 werd Hattar doodgeschoten door Riad Abdullah, een voormalige imam, in de buurt van een rechtbank in de Jordaanse hoofdstad Amman. Hij was onderweg naar de rechtbank vanwege het via zijn Facebookpagina verspreiden van de cartoon die door conservatieve moslims beledigend geacht werd. De schutter werd ter plekke gearresteerd.